# Nederlandse kampioenschappen schaatsen afstanden 2009 - 1500 meter vrouwen
De Nederlandse kampioenschappen schaatsen afstanden 2009 - 1500 meter vrouwen worden gehouden op zondag 2 november 2008. Er zijn vijf plaatsen te verdelen voor de Wereldbeker schaatsen 2008/09. Paulien van Deutekom 2e op het WK en Ireen Wüst 3e in het World Cup klassement hebben een beschermde status voor hen volstaat een plaats bij de eerste acht voor deelname aan de wereldbeker. Titelverdedigster is Paulien van Deutekom die de titel pakte tijdens de Nederlandse kampioenschappen schaatsen afstanden 2008

## Statistieken

### Uitslag
| #      | Schaatser             | Tijd       |
| ------ | --------------------- | ---------- |
| Goud   | Paulien van Deutekom  | 1.58,16    |
| Zilver | Ireen Wüst            | 1.59,07    |
| Brons  | Marrit Leenstra       | 1.59,43    |
| 4      | Elma de Vries         | 1.59,61    |
| 5      | Laurine van Riessen   | 1.59,72    |
| 6      | Jorien Voorhuis       | 2.00,18    |
| 7      | Lisette van der Geest | 2.00,32 PR |
| 8      | Diane Valkenburg      | 2.00,99    |
| 9      | Wieteke Cramer        | 2.01,30    |
| 10     | Annette Gerritsen     | 2.01,69    |
| 11     | Marije Joling         | 2.02,37 PR |
| 12     | Janneke Ensing        | 2.02,38 PR |
| 13     | Sanne Delfgou         | 2.02,50    |
| 14     | Marit Dekker          | 2.02,77 PR |
| 15     | Linda Bouwens         | 2.02,79 PR |
| 16     | Tessa van Dijk        | 2.02,83    |
| 17     | Margot Boer           | 2.03,19    |
| 18     | Cindy Vergeer         | 2.03,22 PR |
| 19     | Linda de Vries        | 2.03,25 PR |
| 20     | Ingeborg Kroon        | 2.03,47    |
| 21     | Tosca Hilbrands       | 2.03,50 PR |
| 22     | Lisanne Soemanta      | 2.05,42    |

### Loting
| Rit | Binnenbaan          | Buitenbaan            |
| --- | ------------------- | --------------------- |
| 1   | Linda de Vries      | Marit Dekker          |
| 2   | Tosca Hilbrands     | Marije Joling         |
| 3   | Cindy Vergeer       | Lisanne Soemanta      |
| 4   | Margot Boer         | Tessa van Dijk        |
| 5   | Linda Bouwens       | Lisette van der Geest |
| 6   | Elma de Vries       | Janneke Ensing        |
| 7   | Ingeborg Kroon      | Wieteke Cramer        |
| 8   | Diane Valkenburg    | Jorien Voorhuis       |
| 9   | Laurine van Riessen | Marrit Leenstra       |
| 10  | Ireen Wüst          | Annette Gerritsen     |
| 11  | Sanne Delfgou       | Paulien van Deutekom  |

- Volledige Loting (pdf-formaat)[dode link]

1987 · 
1988 · 
1989 · 
1990 · 
1991 · 
1992 · 
1993 · 
1994 · 
1995 · 
1996 · 
1997 · 
1998 · 
1999 · 
2000 · 
2001 · 
2002 · 
2003 · 
2004 · 
2005 · 
2006 · 
2007 · 
2008 · 
2009 · 
2010 · 
2011 · 
2012 · 
2013 · 
2014 · 
2015 · 
2016 · 
2017 · 
2018 · 
2019 · 
2020 · 
2021 · 
2022 · 
2023 · 
2024 · 
2025